# لوري واليس
لوري واليس (بالإنجليزية: Laurie Wallis)‏ هو سياسي أسترالي، ولد في 10 سبتمبر 1922 في أستراليا، وتوفي في 10 يناير 1984 بميناء أوغستا في أستراليا بسبب سرطان الرئة. حزبياً، نشط في حزب العمال الأسترالي. وقد انتخب عضو مجلس النواب الأسترالي عن دائرة Division of Grey ‏ (25 أكتوبر 1969 – 4 فبراير 1983).